# Norman Nawrocki
Norman Nawrocki (Vancouver, 1969) è un musicista, scrittore e cabarettista canadese.

## Biografia
Figlio di immigrati polacco-ucraini, nell'estrema provincia occidentale canadese della Columbia Britannica, si autodefinisce sex educator, cabaret artist, musician, author, actor, producer and composer. Il suo legame con la parola scritta si manifesta dall'età di quattordici anni, quando scrive il suo primo libro, Why I am an Anarchist. Nel 1981 si sposta a Montréal, nella provincia francofona del Québec, dove intraprende la carriera di artista-cabarettista, e nel 1985 fonda con il chitarrista Sylvain Coté Rhythm Activism, gruppo anarchico underground. Nawrocki, violino e voce della band, al suo ottavo libro, è titolare della casa editrice e discografica indipendente Les Pages Noires, attraverso la quale ha realizzato tre libri e più di cinquanta album tra cd e cassette come solista, con Rhythm Activism, i veterani del punk canadese D.O.A., gli olandesi The Ex e altre band.

## Opere
- 1987 Rhythm Activism ‘live’
- 1987 Resist much - obey little
- 1997 Rebel moon, @narchist rants & poems
- 1998 Chasseur de tornades
- 1999 No masters! No gods!
- 2003 The Anarchist & The Devil Do Cabaret (L'anarchico e il diavolo fanno cabaret)
- Breakfast for Anarchists, Les Pages Noires, Montréal, 2007,  p. 80.
- Breakfast for Anarchists, Les Pages Noires, Montréal, 2007,  p. 80.
- Lunch for Insurgents, Les Pages Noires, Montréal, 2008,  p. 80, ISBN 978-2-9805763-0-0.
- Dinner for Dissidents, Les Pages Noires, Montréal, 2009,  p. 80, ISBN 978-2-9805763-1-7.
- RED: Quebec Student Strike and Social Revolt Poems, AK Press, Oakland, 2013, ISBN 978-2-9805763-5-5.
- Cazzarola!: Anarchy, Romani, Love, Italy (A Novel), PM Press, Oakland, 2013,  p. 336, ISBN 978-1-60486-315-4.

### Concerti in Italia
- 29 novembre 2007, L'Aquila
- 30 novembre 2007, Chieti
- 2 dicembre 2007, Roma
- 3 dicembre 2007, Modena
- 4 dicembre 2007, Bologna
- 6 dicembre 2007, Roma
- 9 dicembre 2007, Napoli
- 17 luglio 2008, Roma
- 20 luglio 2008, Corsano

## Discografia
Norman Nawrocki Solo & with his different bands:
- 2006 Letters from Poland/Lettres de Pologne - CD, Les Pages Noires, Montréal
- SANN - CD, 2005, LPN, Mtl
- 2004 Duckwork - CD, Les Pages Noires, Montréal
- THE MONTREAL MANHATTAN PROJECT - CD, 2004, LPN, Mtl.
- DAZOQUE! - CD, 2002, Les Pages Noires, Mtl.
- FIGHT TO WIN! - CD, 2001, G7 Welcoming Committee Records, Winnipeg

## Compilation
- TAKE PENACILIN NOW- CD, 2005, G7 Welcoming Committee Records, Winnipeg
- SPOKEN BROKEN - CD, 2004, Wired on Words, Mtl.
- 2 TONGUE 5 - CD, 2004, Loose Discs, Quebec
- ANARCHIST BLACK CROSS - CD, 2003, ABC Records, Sao Paolo Brazil
- LOVE & RAGE VOL 1 - CD, 2003, Love & Rage Records, North Richmond, Australia
- 2TONGUE 4 - CD, 2003, Loose Discs, Quebec
- BEYOND ‘MAN’ HOOD, cass,  2001, Montreal Men Against Sexism Prod., Montreal
- RETURN OF THE READ MENACE - CD, 1999, G7 Welcoming Committee Records, Winnipeg
- PASAZEER - CD, 1999, Pasazer Records, Warsaw, Poland
- FOLKOPHOBIA - CD, 1998, Tranzophobia, Chambery, France
- LES MYSTERES DES VOIX VULGAIRES #3 - cass, 1997, Art as Hammer Records, Milano, Italy
- LES MYSTERES DES VOIX VULGAIRES #2- CD, 1997, Art as Hammer Records, Milano, Italy
- LESS ROCK MORE TALK - CD, 1997, AK Press, San Francisco/Edinburgh
- KESKIDEEZ - EP, 1997, Broken Ear, California
- UP TO D.A.T. - CD, 1997, Mad's Collectif, Saint-Etienne, France
- KING KONK 2 - CD, 1996, Konkurrel, Amsterdam
- ZOOCOMPILATION - CD,/cass, 1996, Trottel Records, Budapest, Hungary
- UNIRACIAL SUBVERSION - CD, 1995, Blackbird, Hong Kong
- CRISES - CD, 1994, Broken Tapes, Limesay, France
- MAIS OU EST PASSE L'ANE ARCHIE? - cass, 1994, Broken Tapes, Limesay, France
- POGO AVEC LES LOUPS - CD, 1992, On a Faim!, Paris
- BITTERSWEET CANADA - CD,/cass, 1992, Word of Mouth Records, Toronto
- ZWOLNA TAPES VOL 1 - cass, 1992, Zwolna T & R, Metz, France
- NIGHTMARE ON ALBION STREET - LP, 1992, 1 in 12 Records, Bradford, England
- BRAIN BATTERY - cass, 1991, Broken Tapes, Limesay, France
- JUST LISTEN - cass, 1991, All Genre, Waltham, MA
- LES MYSTERES DES VOIX VULGAIRES - CD, LP, cass, 1990, Divergo, Milano, Italy
- SUR LA GUERRE DES SEXES (ABOUT SEX WAR) - LP, 1990, P.A.I.,  Paris
- THEFT OF PARADISE - cass, 1988, Technawabe Sounds, Ottawa
- CIA TAPES - cass, 1988, Blurg Records, Bradford, UK
- VOICE OF AMERICANISM - cass, 1988, Bad Newz, New York
- EXPO HURTS EVERYONE - 7”,1986, Sudden Death Records, Vancouver

## Videografia
- Letters from Poland/Lettres de Pologne – 2006, LPN, Montréal
- ECRITS ET CHUCHOTEMENTS PAGE VS STAGE, 2006, Les Filles électriques, Mtl.
- MUSIQUES REBELLES - 2002, Productions Multi-Monde, Mtl.
- THAT'S THE WAY WE TIE OUR SHOES - 1996, Unbend Films, Amsterdam
- ALIVE & KICKING - 1995, LPN, Mtl.